# Schlegel (Rosenthal am Rennsteig)
Schlegel ist ein Ortsteil der Gemeinde Rosenthal am Rennsteig im Süden des thüringischen Saale-Orla-Kreises.

## Geografie
Der Ort liegt unmittelbar am Rennsteig etwa acht Kilometer südlich von Bad Lobenstein. Die südliche Gemeindegrenze bildete die Landesgrenze zwischen Thüringen und Bayern.

## Geschichte
Schlegel wurde erstmals am 24. Juni 1254 und Seibis 1500 urkundlich erwähnt.
Am 1. Juli 1950 wurde die bis dahin selbständige Gemeinde Seibis ein Ortsteil von Schlegel.
Am 1. Januar 2019 schlossen sich die Gemeinden Schlegel, Blankenberg, Blankenstein, Harra, Neundorf, Birkenhügel und Pottiga zur Gemeinde Rosenthal am Rennsteig zusammen. Sämtliche Gemeinden dieser Gemeindefusion gehörten seit 1994 der Verwaltungsgemeinschaft Saale-Rennsteig an.

### Einwohnerentwicklung
Entwicklung der Einwohnerzahl (Stand jeweils 31. Dezember):
| - 1994: 441 - 1995: 431 - 1996: 443 - 1997: 449 - 1998: 452 - 1999: 444 | - 2000: 437 - 2001: 421 - 2002: 408 - 2003: 400 - 2004: 394 - 2005: 388 | - 2006: 380 - 2007: 375 - 2008: 365 - 2009: 359 - 2010: 360 - 2011: 362 | - 2012: 348 - 2013: 343 - 2014: 328 - 2015: 325 - 2016: 315 - 2017: 299 | - 2018: 309 |

 Datenquelle: Thüringer Landesamt für Statistik

## Sehenswürdigkeiten

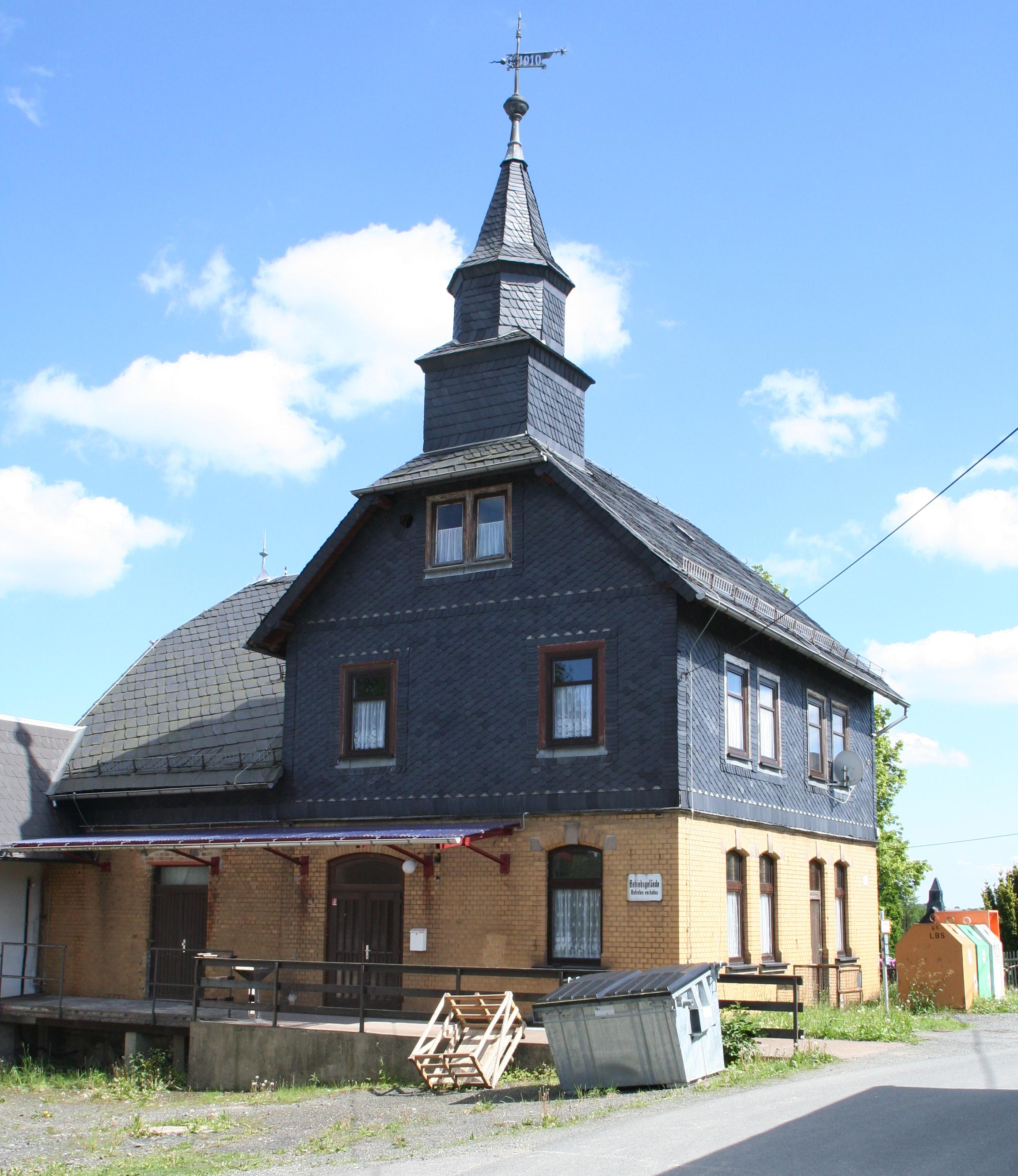
Wohnhaus in Schlegel

Am Giebel des ehemaligen Gemeindeamtes ist in die Schieferverkleidung die Darstellung eines Pferdes eingearbeitet.
In Schlegel steht der älteste wilde Apfelbaum des Thüringer Waldes. Er wird als Naturdenkmal im Saale-Orla-Kreis unter der RegisterNr. ND SOK 37 geführt. Sein Alter wird auf etwa 400 Jahre geschätzt, der Stammdurchmesser misst ca. 1 Meter und seine Höhe beträgt etwa 5 Meter.